# بوعلام
بوعلام (به عربی: بوعلام) یک شهرداری‌های الجزایر در الجزایر است که در ناحیه بوعلام واقع شده است. بوعلام ۷٬۵۷۸ نفر جمعیت دارد.